# San Martín Hidalgo (kommun)
San Martín Hidalgo är en kommun i Mexiko.   Den ligger i delstaten Jalisco, i den centrala delen av landet, 500 km väster om huvudstaden Mexico City. Antalet invånare är 8 092. Arean är 344 kvadratkilometer.
Terrängen i San Martín Hidalgo är varierad.
Följande samhällen finns i San Martín Hidalgo:
- San Martín Hidalgo
- El Crucero de Santa María
- El Salitre
- Trapiche de Abra
- Ipazoltic
- San Jerónimo
- Lázaro Cárdenas
- Venustiano Carranza
- San Jacintito
- Lagunillas